# Brancucciella
Brancucciella is een geslacht van kevers uit de familie bladkevers (Chrysomelidae).
De wetenschappelijke naam van het geslacht werd in 1995 gepubliceerd door Medvedev.

## Soorten
- Brancucciella kolibaci Medvedev, 2004
- Brancucciella micheli Medvedev, 1995